# Allgemeine Militär-Zeitung
Die Allgemeine Militär-Zeitung war eine militärische Fachzeitschrift, welche im deutschsprachigen Raum von 1826 bis 1902 in 77 Jahrgängen erschien. Sie wurde von der „Gesellschaft Deutscher Offiziere und Militärbeamten“ herausgegeben. Von 1826 bis 1859 erschien sie im Verlag Carl Wilhelm Leske in Darmstadt, dann bei Zernin, ebenfalls in Darmstadt.
Die „Allgemeinen Militär-Zeitung“ wurde im Jahre 1826 in Anlehnung an die Allgemeine Zeitung gegründet, die ebenfalls überregional im deutschsprachigen Raum erschien. Insgesamt wurde sie in 39 Einzelstaaten vertrieben und gehörte damit neben der Österreichischen Militärischen Zeitschrift und dem Militär-Wochenblatt zu den einflussreichsten Fachzeitschriften. Die Letzteren wurden in Wien und Berlin herausgegeben. Ihr Gründer und Chefredakteur war Friedrich Wilhelm Zimmermann (1789–1859), der es jedoch bis zu seinem Ausscheiden aus der Redaktion vorzog anonym zu bleiben.
In ihrer ersten Ausgabe umriss die Redaktion die Aufgabe der Zeitung folgendermaßen: „Die AMZ hat vorzüglich die Bestimmung, die neuesten Einrichtungen und Verfügungen bei den Armeen und Truppenkorps aller Staaten und die neuen Erscheinungen in der militärischen Welt überhaupt schnell und mit möglichster Vollständigkeit zur allgemeinen Kenntnis zu bringen. Ein fortlaufender Tagesbericht über alles, was in militärischer Hinsicht in den verschiedenen Ländern geschieht, darf ein wahres Bedürfnis unserer Zeit genannt werden. […] Ihr Streben geht dahin, die verschiedenen Armeen (besonders die einzelnen Abteilungen des deutschen Bundesheeres) miteinander näher bekanntzumachen und das Gute zum Allgemeingut aller Heere zu machen.“ (AMZ 1/1826, Sp. 1)
Es sollten dementsprechend keine tagespolitischen Fragen thematisiert werden. Schon im zweiten Jahrgang wurden die Offiziere aller deutschen Staaten und Österreichs dazu aufgerufen, sich durch Beiträge an der Zeitung zu beteiligen. Bald darauf fanden sich verschiedenste Aufsätze über die internationalen Heereseinrichtungen und deren möglichen Verbesserungen sowie Artikel aus der französischen Zeitschrift Le Spectateur militaire. Die Zeitung bot obendrein eine Plattform für eine freie Diskussion. Um diesen Meinungsaustausch zu erleichtern wurden die Namen der Autoren sämtlicher Beiträge geheim gehalten, was der Forschung noch heute Schwierigkeiten bereitet.
Bis zum Sommer des Jahres 1842 erschienen wöchentlich zwei Ausgaben der „Allgemeinen Militär-Zeitung“, danach bis Ende 1854 sogar drei Ausgaben. Ab dem Jahre 1855 bis zu ihrer Einstellung im Jahre 1902 wurde schließlich nur noch eine Ausgabe pro Woche herausgegeben. Zunächst erschien das Blatt im Verlag „Karl Wilhelm Leske“ bevor man 1857 zum „Verlag Eduard Zernin“ wechselte. Die 1850er Jahre bedeuteten größere Schwierigkeiten für die Zeitung. Das mangelnde zeitgenössische Interesse des Offizierskorps an theoretischer Bildung führte zu einem Rückgang der Nachfrage, was ein wesentlicher Grund für die geringere gewordene wöchentliche Ausgabenzahl war.
Im Jahre 1859 kamen drei bürgerlich-aufgeklärte Offiziere in die leitende Redaktion der „Allgemeinen Militär-Zeitung“: Major Karl Brodrück (gefallen 1866), Hauptmann Julius Königer († 1866), und Hauptmann Wilhelm von Plönnis († 1871). Unter ihrer Leitung erstarkte die Zeitung wieder. Friedrich Engels schrieb für diese Zeitung von 1860 bis 1864. Thematisch setzte sie sich nun für eine größere Einigung des Bundesheeres ein, indem sie unter anderem die Einrichtung bundesdeutscher Militärakademien vorschlug. Sie setzte sich ebenso für die Abschaffung der körperlichen Züchtigung von Soldaten ein. Außerdem wies sie 1832 als eine der ersten Fachzeitschriften auf die Bedeutung des gerade erschienenen Werkes des noch völlig unbekannten Generals Carl von Clausewitz (1780–1831) hin. Nach dem Preußisch-Österreichischen Krieg (1866), in dem die Zeitung einen großen Teil ihrer Mitarbeiter verlor, diente die „Allgemeinen Militär-Zeitung“ auch den ehemaligen Oberbefehlshabern als Diskussionsplattform.
Ab dem Jahr 1867 bis 1902 war Oberstleutnant Gebhard August Eduard Zernin (1830–1914) leitender Redakteur. Dieser erwarb 1870 alle Rechte an der Zeitung und war somit Redakteur, Eigentümer und Herausgeber in einer Person. Unter seiner Leitung bekam die „Allgemeine Militär-Zeitung“ einen „preußischen Ton“ (er selbst stammte aus Brandenburg), und sie erreichte bis 1875 eine Auflage von 1000 Stück. Nach dem Deutsch-Französischen Krieg 1870/71 beschäftigte sich die Zeitung überwiegend mit der Aufarbeitung desselben, verband damit allerdings auch das Ziel, das neue Reichsheer geistig zu einigen. Bald darauf erschienen die „Militärischen Zeitfragen“ als Beihefte, in denen größere Aufsätze veröffentlicht werden konnten.
Doch ab dem Jahr 1900 ging die Zahl der Abonnenten signifikant zurück. Im Sommer 1902 kündigte Zernin dann die Einstellung der Zeitung an. Als Gründe gab er die steigenden Produktionskosten sowie ein persönliches Augenleiden an.

## Einzelnachweis
1. ↑  vgl. Karl Marx Friedrich Engels Gesamtausgabe(MEGA) Dritte Abteilung, Briefwechsel, Band 11, Brief 69: Friedrich Engels an die Redaktion der 'Allgemeinen Militär-Zeitung' in Darmstadt vom 24. August 1860, MEGA III/11 Ausg. 2005 Text S. 120/121 und Apparat S. 859/860